# Battaglia di Ilipa
La battaglia di Ilipa fu combattuta nel 206 a.C. presso l'omonima città (oggi Alcalá del Río, nella Spagna sudoccidentale) tra romani e cartaginesi durante la seconda guerra punica. La vittoria ottenuta da Publio Cornelio Scipione fu molto importante perché spezzò definitivamente il potere cartaginese in Spagna (in particolare modo quello dei Barcidi), mettendo così al riparo l'Italia da nuove invasioni.

## Contesto storico
Dopo la sconfitta cartaginese nella battaglia di Baecula e la partenza di Asdrubale Barca (fratello di Annibale) alla volta dell'Italia, nuovi rinforzi furono mandati in Spagna da Cartagine agli inizi del 207 sotto il comando di Annone, che si unì a Magone Barca (fratello minore di Annibale). Le truppe furono da loro rinfoltite con un reclutamento tra i celtiberi. Inoltre, Asdrubale Giscone fece avanzare il suo esercito da Gades (cioè Cadice) nell'Andalusia. Di fronte a un così poderoso esercito nemico, Scipione decise di mandare un distaccamento al comando di Marco Giunio Silano per sconfiggere prima Magone, il cui campo fu attaccato a sorpresa dalle truppe romane e disperso. Annone stesso fu catturato. E così Asdrubale si trovò a fronteggiare da solo le armate di Scipione. Il cartaginese riuscì però a evitare lo scontro, dislocando le sue forze in diverse città fortificate spagnole. La campagna del 207 si concluse così senza ulteriori azioni di rilievo.
Nel 206 a.C. i due comandanti cartaginesi Asdrubale, figlio di Giscone, e Magone Barca, il più giovane dei fratelli di Annibale, reduci da una serie di sconfitte ad opera dei romani, raggiunsero Ilipa, non lontano dall'odierna Siviglia, per unirsi agli alleati spagnoli e numidi. Venne schierato un esercito di circa 70000 fanti, 4000 cavalieri e 32 elefanti. Scipione raccolse le forze romane e quelle degli alleati spagnoli, schierando un esercito di 45000 fanti e 4000 cavalieri. Dopo diversi giorni di schermaglie, Scipione sorprese l'esercito avversario, sconfiggendolo. Asdrubale e Magone riuscirono a salvarsi e si rifugiarono a Gades (odierna Cadice).

## Battaglia
In primavera i cartaginesi lanciarono l'offensiva nel tentativo di ripristinare il loro dominio sulla penisola iberica. Magone fu raggiunto a Ilipa da Asdrubale Giscone, e così i due misero insieme un esercito più numeroso di quello romano. Magone attaccò con audacia il campo romano con la maggior parte della sua cavalleria, composta dai numidi di re Massinissa. Ma l'attacco fu vanificato dalla cavalleria romana, che caricò il fianco dei nemici, che subirono grosse perdite. Nei giorni successivi i generali decisero di fronteggiare e studiare l'avversario senza, però, arrivare a battaglia. Gli eserciti si schieravano sul campo uno di fronte all'altro, mantenendo entrambi, ogni giorno, la stessa formazione: Scipione schierò al centro i legionari e gli spagnoli sui lati, affiancati a loro volta dalla cavalleria, mentre i Velites furono schierati, come al solito, davanti ai legionari; i cartaginesi formarono uno schieramento uguale a quello romano, con la fanteria d'élite africana al centro (che avrebbe dovuto affrontare i legionari romani), gli spagnoli e la cavalleria sui fianchi (che avrebbero dovuto affrontare le rispettive controparti), la fanteria leggera al centro (davanti agli africani) e gli elefanti davanti alla cavalleria.
Ciò si ripeté per alcuni giorni, finché Scipione decise di prendere l'iniziativa e attaccare i nemici: fece preparare i suoi soldati durante la notte e all'alba inviò i velites e la cavalleria ad effettuare un'incursione contro l'accampamento nemico. L'esercito cartaginese uscì sul campo di battaglia in modo completamente disordinato, dato che i soldati erano stati colti di sorpresa e non erano pronti a combattere (molti stavano ancora dormendo). Asdrubale e Magone schierarono le truppe nello stesso modo dei giorni precedenti, ma ciò fu  l'errore che costò loro la battaglia. Scipione, infatti, aveva cambiato formazione scambiando i legionari, che vennero posizionati sui lati, con gli alleati spagnoli, che vennero posizionati al centro. I velites vennero fatti scorrere lungo lo schieramento e fatti posizionare tra i legionari e la cavalleria, con il compito di affrontare gli elefanti nemici. I due eserciti entrarono, infine, in contatto, con lo scontro tra le cavallerie, lo scontro tra i legionari romani e gli spagnoli dell'esercito cartaginese e i velites che affrontarono gli elefanti. I rispettivi centri dei due eserciti, però, come aveva previsto il giovane Scipione, non entrarono in contatto. Il proconsole romano aveva, infatti, fatto indietreggiare i suoi ispanici volontariamente. La qualità dei legionari permise loro di avere la meglio sui soldati iberici di Asdrubale e Magone, mentre i velites, grazie all'utilizzo di giavellotti e trombe riuscirono a respingere e a far imbizzarrire gli elefanti, che andarono a travolgere e massacrare gran parte della cavalleria cartaginese. In questo modo i soldati africani, non potendo aiutare i propri compagni (altrimenti avrebbero lasciato completamente scoperto il centro, andando a dividere in due l'intero schieramento, dando così l'opportunità ai soldati iberici di Scipione di superare lo stesso schieramento e attaccarlo sui fianchi e sul retro), si demoralizzarono. Il resto dell'esercito cartaginese, vedendo che anche i soldati migliori del loro schieramento avevano ormai perso le speranze, si diede alla fuga insieme ad essi, inizialmente, in modo ordinato, ma quando il generale romano diede l'ordine ai propri soldati iberici di inseguire i nemici, la loro fuga divenne completamente disordinata. L'esercito cartaginese fu letteralmente massacrato e i pochi superstiti si arresero poco dopo. Asdrubale e Magone riuscirono a salvarsi e si rifugiarono a Gades.

## Conseguenze
Dopo questa rovinosa disfatta, Asdrubale Giscone tornò in Africa per far visita al potente re numida Siface, che era corteggiato anche dai romani. Magone si recò invece nelle isole Baleari, da dove avrebbe voluto raggiungere per mare la Liguria e tentare un'invasione dell'Italia settentrionale. Dopo aver definitivamente conquistato la Spagna cartaginese ed essersi vendicato la morte di suo padre e zio, Scipione tornò a Roma, ove fu eletto console nel 205.